# María Sanz
María Sanz (Sevilla, 8 de enero de 1956) es una poeta y narradora española. Bachillerato Superior de Letras.

## Trayectoria
Dedicada a la poesía desde la adolescencia, publicó su primer libro en 1981, Tierra difícil (Libros Dante, Madrid), al que le han sucedido más de cincuenta títulos. 
Sus versos han sido recogidos en diversas antologías, como la Antología de la Poesía Femenina de España en el Siglo XX (Universidad de Pekín, 2001), Poesía Sevillana 1950-1990, Los Cuarenta Principales, Ellas tienen la palabra (Hiperión, 1997), Y habré vivido -Poesía andaluza contemporánea- (Centro Cultural Generación del 27, 2011), etc., y traducidos al polaco, inglés, francés, portugués, rumano, chino y braille.
Creadora del Premio Nacional de Poesía "Fernando de Herrera" y del Ciclo de Poesía Joven "Verbo Poético" en Sevilla. 
Ha participado, entre otras actividades, en el Proyecto Juan de Mairena (Poetas en el Aula) y Circuito Literario Andaluz, de la Junta de Andalucía; Club de Opinión Encuentro de Alicante; Congreso Homenaje a Fray Luis de León, en Salamanca; Congreso de Poetas Hispanoamericanos de la Universidad de Salamanca; Encuentro de Creadores organizado por la Fundación Villalar de Castilla y León y Congreso Cincuenta Años de Poesía Andaluza (1970-2022), en Málaga.

## Obras

### Poesía
Tierra difícil (Libros Dante, Madrid 1981), Variaciones en vísperas de olvido (Col. Vasija, Sevilla 1984), Cenáculo vinciano y otros escorzos (Publicaciones Ayuntamiento, Córdoba 1985), Aquí quema la niebla (Edit. Torremozas, Madrid 1986), Contemplaciones (Ediciones Taifa, Barcelona 1988), Jardines de Murillo (Edit. Regional Extremadura, Badajoz 1989), Trasluz (Junta Castilla-La Mancha, Toledo 1989), Aves de paso (Diputación Provincial, Soria 1991), Los aparecidos (Diputación Provincial, Guadalajara 1991), Pétalo impar - Antología 1981-1991 (Col. Adonais, Madrid 1991), Vivir por dentro (Edit. Endymión, Córdoba 1992), Desde noviembre (Colec. Tiflos, Madrid 1992), Paseo de los magnolios (Colec. Provincia, León 1995), Tanto vales (Asociación Escritores Españoles, Madrid 1996), A cierta altura (Edit. Endymión, Córdoba 1998), Domus aurea (Edit. Aguaclara, Alicante 1999), Aria secreta (Fundación Jorge Guillén, Valladolid 2001), Tu lumbre ajena (Edit. Hiperión, Madrid 2001), Dos lentas soledades (Huerga y Fierro Edit., Madrid 2002), Un resplandor cercano - Antología sevillana (Fundación Aparejadores, Sevilla 2002) , Tempo de vuelo sostenido (Edic. Libros del Oeste, Badajoz 2004), Mínimo sol de invierno (Ateneo Jovellanos, Gijón 2006), Voz mediante (Edit. Point de Lunettes, Sevilla 2006), Lance sonoro (Publicaciones Gobierno de Aragón, Zaragoza 2006), Regazo e intemperie (Col. Provincia, León 2007), Luna de Capricornio - Antología 1981-2006 (Edit. Aguaclara, Alicante 2007), Lienzos de cal (Edit. Jirones de Azul, Sevilla 2008), Hypnos en la ventana (Algaida Ediciones, Sevilla 2009), Los cielos tardíos (Ayuntamiento de Piedrabuena, Ciudad Real, 2009), Los pulsos cardinales (Edit. Ánfora Nova, Rute (Córdoba) 2010), Retablo de cenizas (Publicaciones Ayuntamiento Alcalá de Henares, Madrid 2011), Danaide (Col. Vandalia, Fundación J. M. Lara, Sevilla 2012), La paz del abandono (Edit. Renacimiento, Sevilla 2014), Oboe d'amore (Col. Melibea, Talavera de la Reina (Toledo), 2015), El primer reino (Edit. Aguaclara, Alicante 2015), Es inútil que duerma (Edit. Celya, Toledo 2015), Galería de insomnes (Edit. Hiperión, Madrid 2016), Persistencia (Excma. Diputación, Salamanca 2018), Ciudad a solas -Obras completas sobre Sevilla- (CatorceBis Edit., Sevilla 2018),  Recado original  (Lastura Ediciones, Madrid 2020), De vuelta a casa (Olé Libros, Valencia 2022), Los maestros de Herat (Edit. Balduque, Cartagena (Murcia) 2023), Todavía amanece - Antología 2007-2022 (Ed. Averso Poesía), Granada 2025. 
Poesía infantil: Carrusel (Ediciones Hiperión, Madrid 2003), Cuentos con rima (Colec. Caracol, Málaga (2006), Nanas para dormir a una flor (Colec. Caracol, Málaga (2010), Las islas encantadas (Guadalturia Ediciones, Sevilla 2013).

### Prosa
Las mujeres de don Juan (Editorial Castillejo, Sevilla 1989), La luz no usada (Editorial Guadalturia, Sevilla 2010), Jardines de Murillo -nueva versión en prosa- (Editorial Guadalturia, Sevilla 2011), Sorianos en Sevilla (Editorial Guadalturia, Sevilla 2012).

## Estudios sobre su obra
- La subjetividad desde lo otro en la poesía de María Sanz, M. Victoria Atencia y Clara Janés (Sharon Keefe Ugalde). Revista Canadiense de Estudios Hispánicos, Ottawa (Canadá), vol. 14, primavera 1990. Después en Actas X Congreso Asociación Hispanistas, Barcelona, 1992.

- Hacia la afirmación serena: nuevos rumbos en la poesía de mujer (Biruté Ciplijauskaité). Revista de Estudios Hispánicos n.º 29, University of Wisconsin, Madison, U.S.A., 1995.

- María Sanz’s landscape with soul: A woman’s vision (Biruté Ciplijauskaité). University of Manchester, England, 1997.

- Conciencia, conexión, creación: la poesía de María Sanz (Anita M. Hart). Universidad de Nuevo León, México, 1997.

- La aventura del orden: Poetas españoles de fin de siglo (Miguel d’Ors). Editorial Renacimiento, Sevilla, 1998.

- Criatura frente a la creación (Biruté Ciplijauskaité). Revista Salina n.º 14, Universidad Rovira i Virgili, Tarragona 2000.

- La construcción del yo femenino en la literatura (Biruté Ciplijauskaité). Universidad de Cádiz, Cádiz 2004.

- La obra de María Sanz: de la contemplación a la creación poética (Isabelle Chevalier). Universidad de Rennes 2 – Haute Bretagne, Francia 2005.

## Premios (resumen)
Manuel Ríos Ruiz (1980), Ricardo Molina (1984), Carmen Conde (1986), Cáceres, Patrimonio Mundial (1988), Castilla-La Mancha (1988), Leonor (1990), Vicente Aleixandre (1991), Tiflos (1991), Rosalía de Castro (1992), Manuel Alcántara (1993), Blas de Otero (1996), Ciudad de Torrevieja (1999), Ciudad de Burgos (1999), Valencia-Alfons El Magnánim (2001), José de Espronceda (2003), Ateneo Jovellanos (2005), San Juan de la Cruz de Úbeda (2006), Miguel Labordeta (2006), Ciudad de Badajoz (2008), Ciudad de Alcalá de Henares (2010), Hermanos Machado (2012), Vicente Núñez (2013), Rafael Morales (2014), Tardor (2015), Ciudad de Pamplona (2015), Alcaraván (2020).
En 2024 fue galardonada con el premio ”Dama de Baza” a toda su trayectoria poética.